# Trypherina grisea
Trypherina grisea är en tvåvingeart som beskrevs av Malloch 1938. Trypherina grisea ingår i släktet Trypherina och familjen parasitflugor. Inga underarter finns listade i Catalogue of Life.